# Lexy & K-Paul

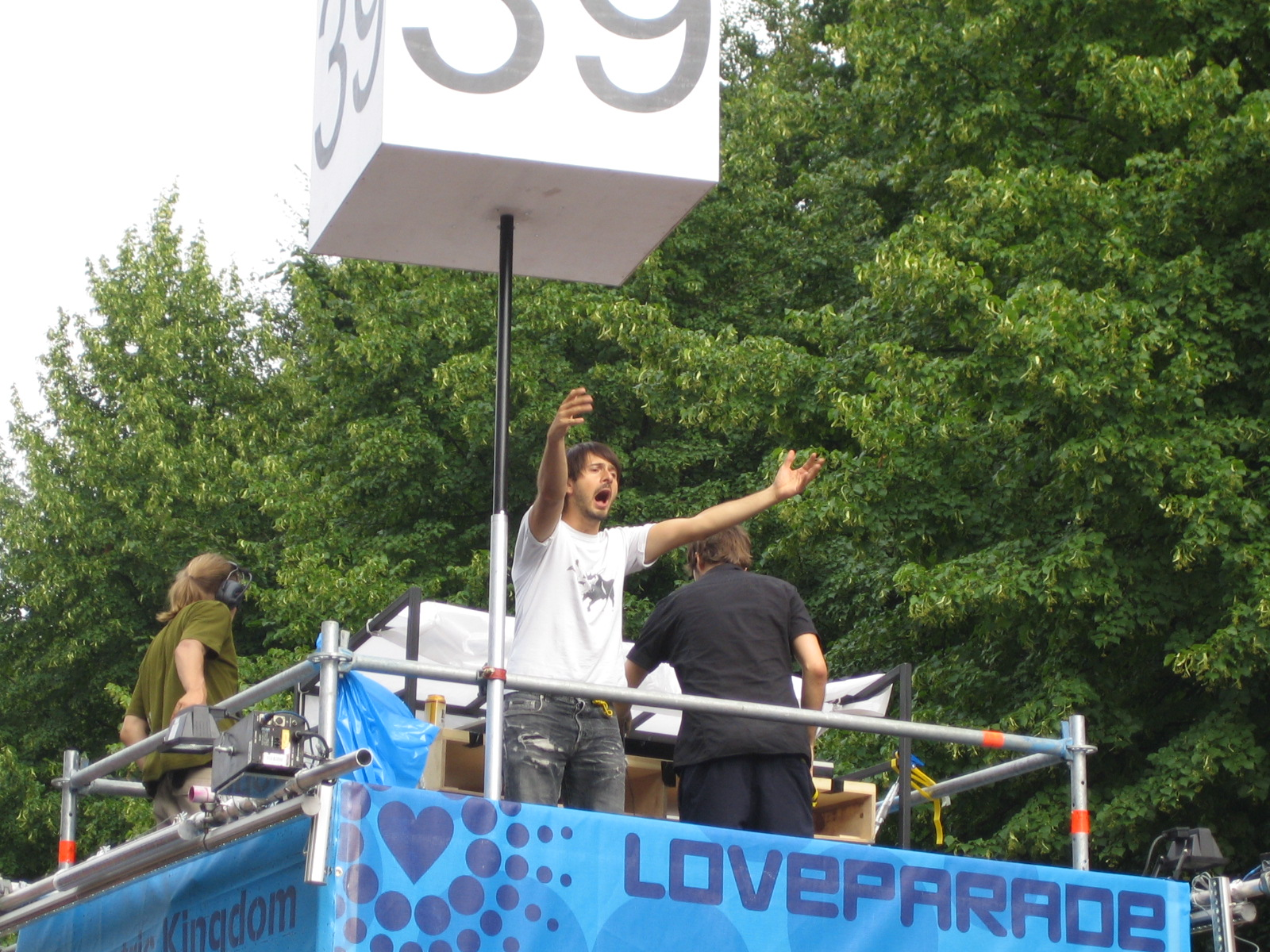
Love Parade 2006, Berlin, 15 lipca 2006

Lexy & K-Paul – niemiecka grupa muzyczna tworząca elektroniczną muzykę taneczną. Formację tworzy Alexander Gerlach (ur. 14 stycznia 1976) oraz Kai Michael Paul (ur. 5 listopada 1973).
Z początku tworzyli muzykę osobno. W roku 1999 ukazał się ich wspólny debiutancki singel – The Greatest DJ, który poprzedzał ich pierwszy album – Loud. W swoim dorobku mają trzy albumy, wiele singli oraz remiksów (m.in. takich artystów jak: Westbam, Denki Groove oraz Storm. Swoje utwory i remiksy tworzyli m.in. dla wytwórni Low Spirit, Electric Kingdom i Kontor Records. Występowali również na wielu imprezach muzycznych, takich jak Love Parade czy Mayday.

## Dyskografia

### Albumy
- 2000: Loud
- 2003: East End Boys
- 2007: Trash Like Us
- 2009: Abrakadabra
- 2011: Psycho
- 2013: Attacke

### Single
- 1999: The Greatest DJ
- 2000: Electric Kingdom
- 2000: Freak
- 2000: You're The One
- 2002: Let's Play
- 2002: Der Fernsehturm
- 2003: Girls Get It First
- 2003: Dancing
- 2004: Love Me Babe
- 2004: Vicious Love
- 2005: Happy Zombies
- 2007: Wide Road
- 2007: Ponyboy
- 2008: The Clap
- 2009: If I Cave You My Digits
- 2009: Trick on Me
- 2013: Your Name
- 2014: Killing Me
- 2016: Inner Slave

### Inne
- 2005: U60311 Compilation
- 2005: Lexy & K-Paul – The DVD